# Classe Gus
La classe Gus (nome in codice NATO, secondo la denominazione sovietica Project 1205 Skat) è una classe di hovercraft costruiti dall'Unione Sovietica tra il 1969 e il 1972; sono stati tra i primi mezzi sovietici di questo tipo ad entrare in servizio in quantità considerevoli. La loro origine va cercata nel modello di traghetto civile della classe Skate e la valutazione di questo tipo, una volta creata la versione militare, venne compiuta nel 1969, e già l'anno dopo partì la produzione al ritmo di 2-3 esemplari l'anno.

## Caratteristiche
Si tratta di un veicolo relativamente economico, leggero e veloce. La sostentazione avviene con un'unica elica, mentre altre due, non intubate, sono presenti per la propulsione. I motori sono due turbine aeronautiche a gas da 780 hp, da confrontarsi con le tre turbine da 3.600 hp poste sui mezzi della classe Lebed, che sono appena più grandi. I Gus hanno una plancia elevata sulla struttura complessiva, e i grandi piani di coda caratteristici delle altre serie sovietiche posti dietro le eliche, per avere controllabilità anche a velocità molto basse (per via dell'aria soffiata dalle eliche verso i piani stessi). Le eliche non sono intubate. Un piccolo albero ESM porta il radar di navigazione e scoperta in superficie e un IFF. Internamente vi è spazio per 25 uomini, un plotone di fanti di marina con equipaggiamento completo (la versione civile aveva 50 posti) e altri 5, se necessario, come carico extra. È possibile portare in alternativa 8 tonnellate, ma non vi è la rampa di carico anteriore, per cui non sono possibili automezzi.

## Utilizzo
Usati largamente per vari compiti, i Gus sono stati realizzati in 29 esemplari almeno. Pur pesando un terzo dei Lebed, e trasportando un quinto del carico massimo, hanno avuto apparentemente molto successo, tanto che le navi della classe Ivan Rogov hanno talvolta usato tre di essi al posto dell'LCM classe Ondatra e dei due Lebed normalmente a bordo. I loro compiti sono stati, tra l'altro, quelli di pattugliamento sulle coste, nei fiumi, ricognizione delle coste prima di sbarchi anfibi, introduzione di squadre di forze speciali. Essi sono stati apparentemente, e nonostante le limitazioni, dei veicoli di successo, nonostante le sopraccitate limitazioni di carico utile. Evidentemente la loro relativa economicità (pensando all'apparato motore, in particolare) li ha resi assai pratici in impieghi di routine, per i quali gli hovercraft, che sono mezzi assai costosi nell'impiego, sono normalmente poco efficienti.